# Kokinkína

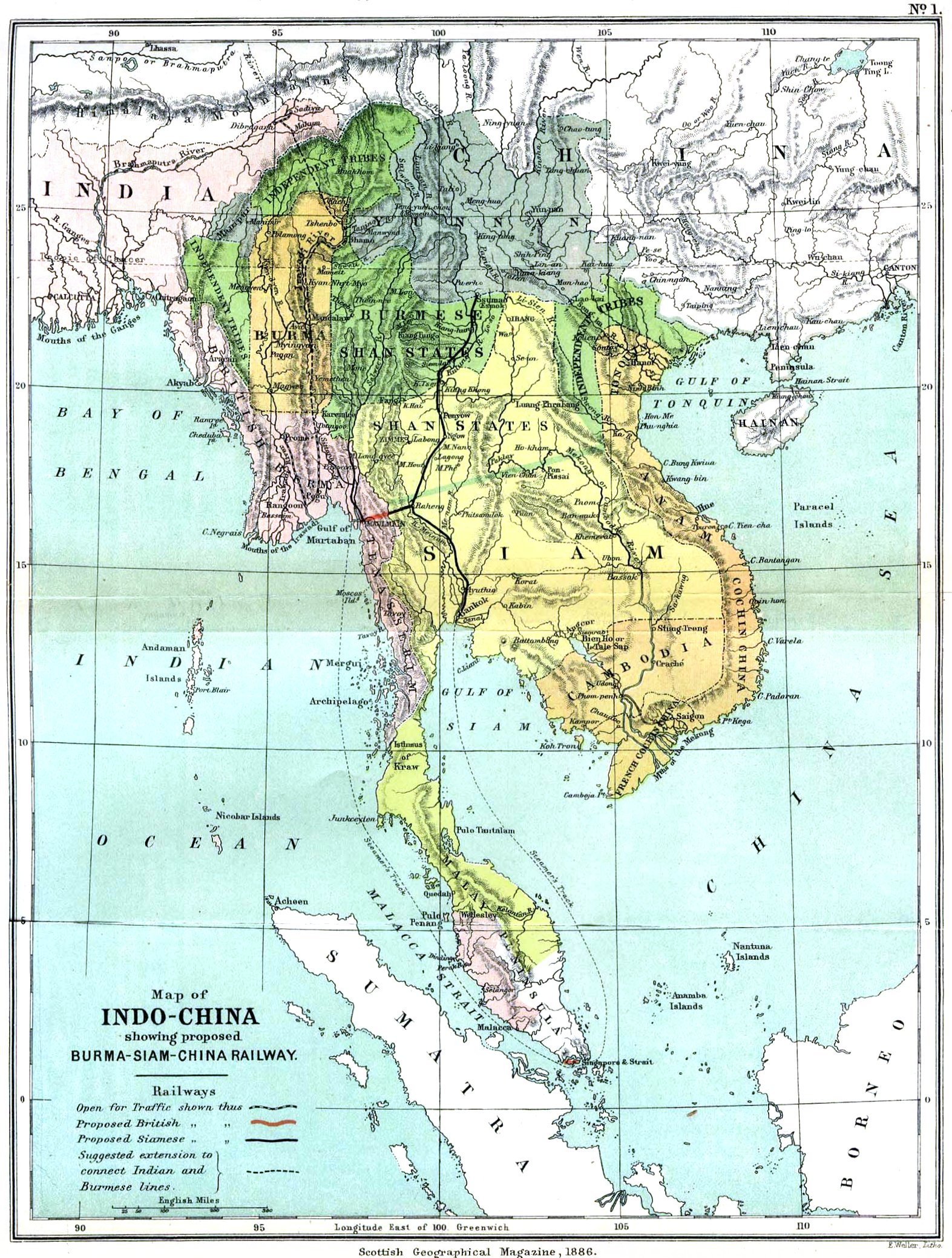
Indokína 1886-ban

Kokinkína sárgával jelölve a 21. századi Viet Nam déli részén

Kokinkína (francia: Cochinchine; angol: Cochinchina) egykori francia gyarmat volt Francia-Indokínában, a Mekong folyó deltavidékén. Területe 67.400 km2 . A területnek 1931-ben közel 4 és fél millió lakosa volt. Fővárosa Saigon.

## Fekvése
Alacsony, mocsaras, de igen termékeny síkság. Főfolyója a Mekong.

### Éghajlata
Éghajlata nedves, meleg monszun-klíma. Tájfunok gyakoriak.

## Története
1862-ig mint Annám tartománya Kínához tartozott. Az 1858—62. évi francia-annami háború befejeztével a saigoni szerződésben Franciaországhoz került. 1867-ben Kokinkína francia gyarmat lett: Kambodzsától kapott nehány tartományt, 1887 óta pedig Tonkínnal, Annámmal és Kambodzsával együtt Francia-Indokínához tartozott, ezen belül azonban önálló tartományi igazgatása volt.  Élén a francia kormányzó állt. Ebben az évben jött létre az Indokínai Unió, amely Kokinkínán kívül magában foglalta Kambodzsát, Annámot és Tonkint. Az Indokímnai Unióhoz 1893-ban csatlakozott Laosz, amely szintén francia protektorátus volt. Az Uniót föderális alapon szervezték meg, központja Hanoiban volt, és egy kormányzó vezette. Kokinkínát Saigon fővárossal közvetlenül Franciaország alá rendelték. A francia oktatási rendszert vezették be, valamint nyitottak egy francia egyetemet is Hanoiban. A gyarmatosítással szembeni ellenállás gócpontjai Annam és Tonkin voltak, ahol egy sereg nacionalista mozgalom keletkezett az 1920-as években. A Nghe Tinh lázadás (1930-31) Vietnám középső részén mégis ezektől függetlenül bontakozott ki. Ez egy parasztlázadás volt, amit kegyetlenül vertek le, körülbelül 10 ezren haltak meg és 50 ezer embert deportáltak.
1940 szeptemberében a japánok katonai és gazdasági koncessziókat kaptak a Vichy-kormányzattól, ez magában foglalta repülőterek és kikötők szabad használatát is. Ennek eredményeképpen a japán katonaság vált az 1943 óta a vietminh által vezetett nacionalista mozgalmak fő célpontjává, bár a japánok formálisan sosem szállták meg a területet. 1945. március 9-én Matsumoto, a japán nagykövet ultimátumot adott Jean Decoux kormányzónak, amire az utóbbi nem reagált. A következő napon 750 francia katonát börtönöztek be, akik közül 400-an meghaltak. Kambodzsa, Laosz és Vietnám kikiáltották függetlenségüket. Augusztus 19-én Ho Si Minh csapatai bevonultak Hanoiba, és arra kényszerítették Bảo Đại vietnámi császárt, hogy lemondjon.
1946. március 6-án Franciaország elismerte Vietnám, Kambodzsa és Laosz autonómiáját, amelyet az Indokínai Föderáción belül élvezhettek, amely a Francia Unió tagja volt. Az első indokínai háború után Franciaország végül elfogadta Kambodzsa és Laosz teljes függetlenségét, és teljesen visszavonult Vietnámból is. Az első indokínai háborút a gernfi konferencia zárta le.
Észak-Vietnámban kommunista, Dél-Vietnámban tradicionális rendszer került hatalomra, amely ellen polgárháború, a második indokínai háború kezdődött.

## Gazdaság
Terményei: rizs, tea, ópium, selyem, bőrök, hal voltak. Kereskedelme a kínaiak kezében volt. Ipara nem volt jelentős: némi sópárlás és selyemszövés.